# 臺港盜版時期
臺港盜版時期（又稱港台盜版時期）是指在1960年代至1990年代，台灣、香港的出版業者未經日本的合法授權、私自印刷並販售盜版日本漫畫的時代。

## 歷史概要

### 台灣
早在1950年代，台灣便有許多漫畫、小說出版社自日本引進未經合法授權自行翻譯的作品。在1960年代初期台灣開始實施《編印連環圖畫輔導辦法》時，許多盜版出版商更是私下賄賂漫畫審查官員 ，讓盜版日本漫畫取得合法出版字號，并以低價、大量、快速來霸佔台灣漫畫出版市場。
1987年7月15日解嚴之後，漫畫出版送審制度自動失效，漫畫盜印業界頓時呈現百家爭出的混亂局面，搶譯、搶稿甚至撞稿的情況比比皆是。
當時台灣沒有明訂過濾色情、暴力的規範，容易誤導兒童與青少年的價值觀，但多數漫畫都在翻譯時被刪節。同時這些盜版作品都有翻譯、鑲字上等問題，不過卻仍然很暢銷。另一方面，日本漫畫風也經台灣吹到香港，不少盜版出版商如東立出版社也擴展其業務到香港。再後來，盜版風還吹到新加坡、馬來西亞等國。
1990年代初期開始，美國就以301條款將台灣優先列為觀察中的地区，且台灣有加入世界貿易組織的壓力。因此，1992年6月中華民國政府開始實施新著作權法，訂下落日條款規定盜版翻譯外國人的著作只能販售至1994年6月12日（也就是所謂的「六一二大限」），以重視保護智慧財產權。
此外，盜版漫畫雜誌過高的發行量（光《少年快報》就高達23萬）也引發日方關切，1992年1月，東立出版社與講談社簽約阿基拉的發行權，成為第一部與日本簽約的漫畫作品，隨後尖端出版社也於5月簽下福星小子發行權，7月，大然與東立等公司陸續將所發行的盜版漫畫雜誌停刊，並與日方洽談新的授權，版權時代開始到來。

### 香港
最早出現的是刊載在《兒童樂園》裏的彩色《叮噹》（即《多啦A夢》），七十年代中期日本漫畫開始有拓展較成人寫實主題的趨勢，香港一家出版商看準引入，就是著名的「豪生書局」，從永安巧的經典《愛與誠》開始，到望月三起也的《七金剛》、池上遼一的《男組》，當然不能遺漏了楳圖一雄的恐怖名作《漂流教室》。寫實畫風更影響了馬榮成等新冒起的本地漫畫家。此外「豪生」也出版少女漫畫，長篇名作如《惡魔的新娘》和《尼羅河女兒》，也在當時的年輕女性間引起風潮。
八十年代初經典動畫《機動戰士高達》橫空出世，在香港掀起巨大風潮，並造就另一家日本漫畫的「進口」商，也就是很多人的童年回憶——「海豹叢書」。1981年10月皇聲洋行海豹集團公司《漫畫週刊》面世，《漫畫週刊》是香港第一本集合日本及香港之漫畫的綜合性漫畫雜誌，而中間的跨頁海報更是很多人家中牆壁的必然裝飾。最初靠《漫畫周刊》連載《高達》彩色漫畫（即講談社出版的十五册《高達》電影版動畫片改製彩色漫畫）興起，並且標榜所有漫畫都經過日本出版社正式授權，但後來很多資料說並非完全如是。大部分無授權連載只能靠買空運的日本漫畫週刊誌翻譯再推出，但速度夠快，基本上保持晚日本連載三星期左右。且因為沒有授權，因此做到如「百川集海」般將三大週刊誌最好的作品放在一起，一本《漫畫週刊》可能同時有《龍珠》、《城市獵人》、《亂馬》、《潮與虎》、《功夫旋風兒》等熱門漫畫，非常受到讀者喜愛。
其後海豹更開闢新客源，除翻印日漫單行本推出「海豹叢書」單行本外，更引進原裝日版畫集、大百科及當年日漫精品於專門店售賣，「海豹叢書」的出版量和類型頗廣泛，其中重要的引入作品包括鳥山明的《IQ博士》、安彦良和的《阿里安》和池上遼一的《男大空》等。而他們將一部日漫單行本（約二百頁）分量拆半，以廉價報章紙印刷推出的薄裝單行本一時也成為業界的「標準」，許多後來的翻版商如「天龍精選」早期都以這模式出版。
1987年後「天龍精選」的冒起，池上遼一畫工絕美的《淚眼煞星》一出即狂銷。繼而再推出的《城市獵人》又是另一大熱之作，日本漫畫又成為了新金礦，一時同類出版商「雅景」、「青鳥」、「國際」等紛紛出現爭食，翻版日漫在香港的出版量也達到前所未有的高峰。比如《北斗之拳》、《聖鬥士星矢》和安達充的青春運動作品這等最受歡迎系列更會同時由多個翻版商爭相推出不同版本。至於「海豹叢書」卻在這個熱潮中堅持出版尺度相對較適合青少年和家庭觀賞漫畫，當新加入的盗版商在爭相出版如《龍珠》、《北斗之拳》、《聖鬥士星矢》、《城市獵人》等社會現象级，數十年後仍有續作新作以至真人電影等大賣之作，「海豹叢書」當時要舉例是《模型神童3四郎》、《六三四之劍》、《1磅的福音》、《舞》等，銷量遠不及以當年尺度屬於極端暴力和成人類型的《淚眼煞星》、《北斗之拳》、《城市獵人》、《孔雀王》等，因此走向衰落沉寂。
這一浪的日漫帶來了三大影響：第一是精裝日漫的出現，當時翻版商看準日漫讀者不僅止閱讀更有收藏漫畫的習慣，加上不斷有新加入的讀者錯過了購買較早期數的機會，於是將原來的廉價薄裝結集，以書紙印刷出版成精裝，又再多賺一次錢，後來更索性完全模仿日本原裝帶有封面書套的單行本形式並稱之為「日式精裝」。第二是因為市場興旺，當時在旺角等地區開始出現專門販售翻版日漫的商店，開啟了漫畫店這門生意。這些主要售賣「日式精裝」的漫畫店改變了過往日漫（以至港漫）只在書報攤不定期發售，錯過了便必須聯絡出版商以郵寄補購甚至再也買不到的苦況。亦有人看到另一商機，引入台灣盜版漫畫開啟了漫畫出租店這門生意，大受當時中小學生歡迎，全盛時期幾乎全港每個購物中心都至少會有一間。漫畫店和漫畫出租店同時又會因應各自大小規模、市場趨勢等情況兼賣各種翻版動漫畫相關產品，包括動畫影帶、錄音帶、CD、手辦模型、文具精品等，形成了一個利益可觀的漫畫經濟圈。至於第三點，當然就是營造出巨大利益，引起本土具規模的港漫出版社垂涎，終於由他們正式向日本洽談購下版權取而代之。從1992年文化傳信公司購入《龍珠》單行本版權及同年港漫《刀劍笑》的主要出版商自由人公司從集英社標得《男兒當入樽》版權起，重新推出正版後，雖然售價上升但當證實有利可圖後便不斷擴展至其他新舊作品，令香港的翻版日漫急速萎縮並在上世紀九十年代前半正式畫上句號。
加上上世紀九十年代之後隨着版權法的執行，曾在內頁廣告宣稱「絕不斷版保証出齊」的「雅景」等翻版商也紛紛結業，絕大部份「日式精裝」不能守諾半途斷版。漫畫店有的結業，有點規模的則順利轉營售賣正版。正版商對漫畫出租店則採取默許態度，並未有任何嘗試取締之行動，直到互聯網時代來臨漫畫出租店才正式式微.。《漫畫週刊》在1993年落下帷幕，而《少年快報》變成《新少年快報》、即香港的《新少年》，再加上《EX-am》、《天下少年》、《COMiC FANS》、還有《CO-CO!》等都是較有名的、以連載日本漫畫的週刊雜誌。這類雜誌當然不再是過往那種百川集海，而是以買日本單一漫畫誌的形式發行，像《EX-am》和《天下少年》是集英社的《週刊少年Jump》的連載，而《新少年》則是講談社的《週刊少年Magazine》，《COMiC FANS》則是講談社的《Nakayoshi》等。雖然這些雜誌都以日本漫畫連載為主力，但也會讓一些本土的日系漫畫連載，其中最有名就是陳某，而雪晴也是少數在這類漫畫雜誌連載而打出名堂的香港漫畫家。

## 影響
許多日本漫畫 （以及關聯的動畫、遊戲、小說等）在被盜版的同時，其故事角色都被翻譯本地化（如：、《潮與虎》、《城市獵人》、《哆啦A夢》、《足球小將》、《亂馬½》中的角色名字都被更改為華人姓名）。不少讀者因為已經習慣過去的譯名，反而稱正版翻譯剝奪了很多人的童年記憶，因此拒絕正式譯名。
當時有刪節的配音盜版動畫還在許多台灣電視台中播放，可以說完全沒有正版的概念。在台灣和香港正版化后的几年，盜版的影響還在持續中：如1993年日本授權香港嘉禾電影公司開拍成龍主演的真人版《城市獵人》電影，甚至幾年後播放的《城市獵人》特別篇，其人名都直接使用了盜版時的譯名。
同時這個時期，因本土漫畫被日本漫畫擠壓的關係，許多本土漫畫家為了生存，開始同人、抄襲或模仿日本或異地的漫畫。許多作品如、《城市獵人》、《哆啦A夢》等都成為受害者。但也造成本土作品減少。
80年代後半台灣盜版漫畫出租店在香港興起亦直接令香港日本漫畫讀者人數激增。雖然香港之前一直存在盜版日本漫畫，但銷量上市場仍然以本土漫畫(玉郎集團、《老夫子》等)為主流。以租借方式閱讀除了比購買便宜外亦因為並非用作收藏，一人租出後多會在同學或家人之間互相傳閱，導致很多原本完全不看漫畫或只看本土漫畫的人開始對日漫產生興趣。
台灣在1989年才引入國際標準書號系統，比香港、大陸、新加坡等地區都晚，同時還被冠上「海盜王國」。同年台灣被列入特別301優先觀察國家名單，至2009年才獲除名。
2000年代后，網際網路興起，隨著ADSL、FTTB高頻寬取代數據機撥接，盜版的行為移轉到網路上，有人掃描新出版的漫畫、側錄首播的動畫、電視劇及節目等，利用P2P軟體散佈至網路供人下載。2011年，據YouHaveDownloaded網站調查，BT下載最多的地區，台灣位居世界第五，與人口比例失調。但問題已從商家自己搞盜版變為全球都有的私下盜版，狀況較前大為不同。